# ラ・モット＝ピケ＝グルネル駅
ラ・モット＝ピケ＝グルネル駅 (ラ・モット＝ピケ＝グルネルえき、仏：La Motte-Picquet — Grenelle) は、フランス・パリの15区にあるメトロ (地下鉄) の駅。6号線、8号線及び10号線を利用することができる。

## 概要
ラ・モット＝ピケ＝グルネル駅は、パリの地下鉄メトロの駅。6号線、8号線と10号線が利用可能である。パリ中央部のやや南西寄りに位置しており、ラ・モット＝ピケ大通りとグルネル大通りが交わる付近にある。
1906年4月24日、2号南線（詳細は「2号線」参照）の駅として開業した（のちに5号線を経て、6号線に移管）。駅名の「ラ・モット＝ピケ」は、アメリカ独立戦争に従事したフランス海軍提督トゥサン＝ギヨーム・ピケ・ド・ラ・モットにちなんで名付けられた。また、「グルネル」は、1860年にパリ市に編入されたコミューン「グルネル」に由来している。

## 歴史
- 1906年4月24日、メトロ2号南線の駅として開業。
- 1907年10月14日、メトロ2号南線がメトロ5号線に移管される。
- 1913年7月13日、メトロ8号線の駅が開業。
- 1937年7月27日-29日、メトロ10号線の駅が開業。
- 1942年10月6日、メトロ5号線からメトロ6号線に移管される。

## 駅周辺
- サン＝レオン教会 （Église Saint-Léon）
- モノプリ（スーパーマーケット）

## 隣の駅
パリメトロ
6号線
デュプレクス駅 （Dupleix） - ラ・モット＝ピケ＝グルネル駅 - カンブロンヌ駅 （Cambronne）
8号線
コメルス駅 （Commerce） - ラ・モット＝ピケ＝グルネル駅 - エコール・ミリテール駅 （École Militaire）
10号線
アヴニュ・エミール・ゾラ駅 （Avenue Emile Zola） - ラ・モット＝ピケ＝グルネル駅 - セギュール駅 （Ségur）